# Эдмонд Альбанах де Бург
Эдмонд Альбанах де Бург (Бурк, Бёрк), 1-й Мак Уильям Иохтар (англ. Edmond Albanach de Burgh, 1st Mac William Íochtar; ? — 1375) — англо-ирландский дворянин и предводитель, который зарекомендовал себя как самый могущественный лорд в Коннахте к западу от реки Шаннон. 1-й вождь клана Мак Уильям Иохтар (1332/1334 — 1375).

## Биография
Один из сыновей сэра Уильяма Лиата де Бурга (? — 1324), юстициария Ирландии в 1308—1309 годах. Его матерью была Финола Ни Бриайн, дочь Брайана Руада, короля Томонда. Свое прозвище «Альбанах» Эдмонд приобрел во время пребывания в Шотландии с весны 1316 года в качестве заложника у своего отца, после освобождения последнего Робертом Брюсом.

## Мак Уильям Иохтар
Убийство его брата, Уолтера Лиата де Бурга, в 1332 году непосредственно привело к уничтожению графства де Бургов в Ольстере и лордства Коннахта. Война между фракциями де Бурга достигла кульминации убийством Альбанахом в Лох-Маске в 1338 году своего двоюродного брата Эдмонда де Бурга из Клануильяма. За это Альбанах был изгнан из Коннахта, но собрал флот, который преследовал побережье Коннахта, пока ему не доставили королевское помилование в марте 1340 года. Он смог сохранить себя как самый могущественный лорд к западу от реки Шаннон, над О’Конорами и Кланрикардами.

## Анналы четырех мастеров
Из «Анналов четырех мастеров»:

М1335.4. Весь запад Коннахта был опустошен Эдмондом Бёрком. Он также причинил большое зло, как путем сожжения, так и убийства, сыну графа и роду Ричарда Берка. После этого они помирились друг с другом.

## Браки и дети
Эдмонд Альбанах де Бурк был дважды женат. Его первой женой была Садбх Ни Мхайль, дочь Диармунда мак Оуэна О Майля, от брака с которой у него был один сын:
- Томас мак Эдмонд Мальбанах де Бурк, 2-й Мак Уильям Охтар (? — 1402), был женат на Уне Ни Конхобайи с 1397 года[4].

Второй женой Эдмонда Альбанаха де Бурга стала Финола Ни Селлай, от которой у него, вероятно, было три сына:
- Уильям Самсона Бург (? — 1368)
- Теобальд Бург (убит в 1374 году)
- Ричард Бург (убит в 1377 году).